# میتینسکایا
میتینسکایا (به لاتین: Mitinskaya) یک منطقهٔ مسکونی در روسیه است که در استان آرخانگلسک واقع شده‌است.